# Левино (Сидоровский сельсовет)
Левино — деревня в Грязовецком районе Вологодской области.
Входит в состав Сидоровского муниципального образования, с точки зрения административно-территориального деления — в Сидоровский сельсовет.
Расстояние по автодороге до районного центра Грязовца — 42,5 км, до центра муниципального образования Сидорово — 5,5 км. Ближайшие населённые пункты — Нешарово, Раменье, Кельино, Ильинское.
По переписи 2002 года население — 38 человек (22 мужчины, 16 женщин). Преобладающая национальность — русские (95 %).